# Grève de Saint-Nazaire de 1967
La grève de Saint-Nazaire de 1967 est un mouvement de protestation s'étant déroulé du 1er mars au 1er mai 1967 dans la ville de Saint-Nazaire. Elle fut menée par les cols blancs employés dans les chantiers navals (principalement les techniciens, dessinateurs et agents de maîtrise) car ils estimaient que leurs conditions de travail s'étaient dégradées. Ce mouvement est considéré comme l'un des prémices de Mai 68 et a parfois tendance à éclipser ces évènements tant il a marqué les esprits locaux. 

## Contexte

### Le passé de la ville
Le passé de Saint-Nazaire est chargé de nombreuses contestations ouvrières. Détruite en très grande partie durant la Seconde Guerre mondiale, la ville portuaire commence à être reconstruite à partir de 1947. De nouvelles protestations surviennent dès le début de l'année 1950, comme lors des grèves de 1955, avec pour revendication une revalorisation des salaires des prolétaires.

### Les craintes des cols blancs
En parallèle, la concurrence des chantiers navals asiatiques force le gouvernement français à intégrer Saint-Nazaire dans le dispositif des zones spéciales de conversion. Mais les aides de l'État n'empêchent pas certaines usines de fonderie de faire faillite dans les années 1960, laissant 1 500 ouvriers sans emploi. Tous ces éléments amènent les cols blancs à douter quant à la pérennité de leur travail : ces derniers observent aussi une importante différence salariale entre les employés de Saint-Nazaire et ceux travaillant à poste égal en région parisienne.

### Vers la grève
Des négociations sont alors entamées dans le but de réduire les inégalités de paie, mais les responsables des sociétés démettent les affirmations et rejettent les revendications portées par les cols blancs. En réponse à cela, ces derniers font grève le 17 février 1967 puis, à la suite du nouvel échec des négociations salariales du 27 février, décident d'entrer pour la première fois dans un mouvement de protestation, d'une durée de plus de 60 jours, dans l'optique d'obtenir une revalorisation de leurs conditions de travail.

## Déroulement de la grève

### Les débuts du mouvement

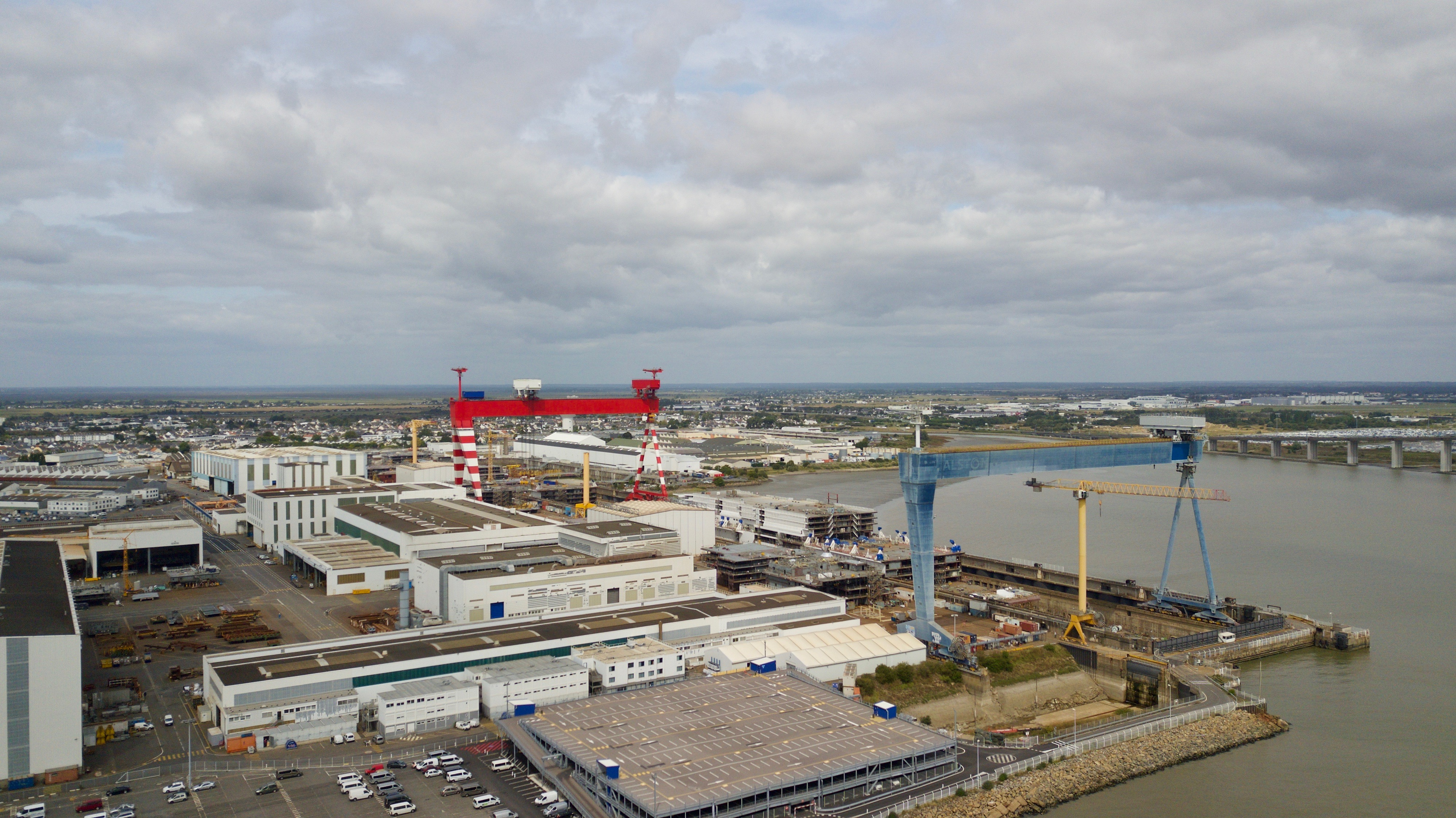
Les Chantiers de l'Atlantique 50 ans après la grève.

À la suite de l'échec des négociations en faveur d'une augmentation de leur salaire, les mensuels nazairiens entrent en grève à partir du 1er mars 1967, et ce pour une durée qu'ils annoncent illimitée. Parmi les entreprises touchées, on compte les Chantiers de l'Atlantique, Sud-Aviation ou encore les Ateliers et forges de l'Ouest : le taux de grévistes s'élève à plus de 80% lors de la première semaine. Soutenus dans un premier temps par des syndicats tels que la CGT, la CFDT, la CGC et FO, les cols blancs vont aussi chercher à prouver à l'opinion publique que leurs revendications sont légitimes : pour cela, ils dévoilent leurs salaires en public et les comparent à ceux des employés parisiens, afin de prouver la différence d'environ 20% entre leurs revenus et ceux des franciliens.

### L'arrivée des ouvriers
À partir du 21 mars, les usines sont fermées aux ouvriers dits « horaires », soit les travailleurs payés à l'heure : ce lockout est décidé en raison de l'impossibilité de garantir de bonnes conditions de travail. Ces derniers se joignent donc au mouvement de protestation des cols blancs : pour la première fois, ces deux classes sociales jusqu'alors opposées s'unissent dans un mouvement populaire. Des barrages routiers et des piquets de grèves sont organisés, des meetings politiques auxquels assistent les grévistes sont tenus, et les manifestations rassemblent jusqu'à 50 000 participants. Par ailleurs, lors de ces rassemblements, les syndiqués esquivent les CRS en empruntant d'autres rues, alors qu'il était de coutume de se confronter à eux, ou de battre en retraite. Des pique-niques sont même organisés lors du weekend de Pâques, un évènement qui contribue à renforcer les amitiés entre les deux classes manifestantes.

### L'implication des habitants
Les habitants de Saint-Nazaire participent pleinement au mouvement protestataire. À partir du mois d'avril, de la nourriture est mise à disposition à l'intention des grévistes (sont servis du poisson, du poulet, des pommes de terre et des carottes), des dons sont récoltés et des services tels que les coiffeurs sont rendus gratuits le 9 avril. Les femmes prennent elles aussi part aux manifestations, en vue de soutenir leur mari : pleinement impliquées, leur nombre s'élève entre 3 000 et 4 000 à chacune de leurs participations.

### La fin de la grève
Mais petit à petit, le mouvement suscite un certain ennui auprès des grévistes : en effet, la moitié des employés commence à se lasser des grèves et souhaite reprendre le travail, estimant que leurs revendications ne seront pas entendues. Mais ces réfractaires n'osent pas manifester leur opposition, craignant d'être exclus socialement en raison d'absence de soutien du mouvement. Finalement, les négociations se poursuivent et aboutissent le soir du 30 avril. Le lendemain se tiennent les classiques manifestations du 1er mai, et un reportage est alors réalisé par l'ORTF. Mais celui-ci est censuré par le gouvernement.

## Bilan
Le 2 mai, c'est donc 3 200 cols blancs et 2 000 ouvriers qui retournent travailler, après 63 jours de grève. Ils reviennent avec des revendications plus ou moins satisfaites, notamment une hausse des salaires de plus de 7%, un salaire minimum de 550 francs par mois, ainsi qu'une hausse de la classification du métier. Ainsi, ces évènements resteront gravés dans la tête des nazairiens, et sont en partie responsables de la faible implication de la classe ouvrière durant Mai 68.